# Oncidium wentworthianum
Espèce
Statut CITES
Oncidium wentworthianum est une espèce d'orchidées du genre Oncidium originaire d'Amérique centrale.